# مركز جامعة أتلانتا (كونسورتيوم)
مركز جامعة أتلانتا (كونسورتيوم) [[إنج|Atlanta University Center]] هو أكبر اتحاد متجاور للأميركيين الأفارقة في التعليم العالي في الولايات المتحدة. يتألف المركز من أربع كليات وجامعات سوداء تاريخياً في جنوب غرب أتلانتا، جورجيا. المؤسسات المشمولة في هذا الكونسورتيوم هي جامعة كلارك أتلانتا وكلية سبيلمان وكلية مورهاوس وكلية مورهاوس للطب. يسمح هيكل الاتحاد للطلاب بالتسجيل في المؤسسات الأخرى من أجل الحصول على تجربة جماعية أوسع. يتشاركون أيضًا في مكتبة روبرت دبليو وودرف، وهو برنامج هندسي مزدوج الدرجة يقدم خدمات التخطيط الوظيفي والتنسيب.

## التاريخ
أنشئ مركز جامعة أتلانتا في أبريل 1929م، وذلك عندما رأى جون هوب -الذي كان آنذاك رئيسًا لكلية مورهاوس وجامعة أتلانتا-المكاسب المحتملة من مثل هذا الكونسورتيوم. وقعت جامعة أتلانتا السابقة وكلية سبيلمان وكلية مورهاوس على اتفاقية الانتساب وأصبحوا الأعضاء الأصليين في المركز. انضمت كلية كلارك وكلية موريس براون في عام 1957م، يليها مركز اللاهوت بين الطوائف وذلك عام 1959م.  ثم انضمت كلية مورهاوس للطب إلى الجامعة الأمريكية في عام 1983م. أنهى موريس براون انتمائه عندما فقدت المدرسة اعتمادها في عام 2002م.
لقد مر مركز جامعة أتلانتا بالعديد من التغييرات الإدارية والمتعلقة بالحكم منذ إنشائه. في عام 2004م حلت الأعمال التي تعمل باسم المركز. وأسست شركة جديدة تعرف باسم مركز اتحاد جامعات كونسورتيوم في مكانها، وأصبحت مارلين جاكسون أول مديرة تنفيذية. في عام 2011م اختير المدير التنفيذي الحالي وهي الدكتورة شيري تيرنر، لتوسيع جهود إعادة تنشيط مجتمع الكونسورتيوم.

### الأعضاء السابقون
لتكون مؤهلة للعضوية في اتحاد الكونسورتيوم يجب أن تكون الكلية أو الجامعة معتمدة إقليمياً وأن تحافظ على حالة الإعفاء من الضرائب، وأن تدفع تقييم العضوية. كانت كلية موريس براون عضوًا في اتحاد الكونسورتيوم إلى أن فقدت اعتمادها وتمويلها الفيدرالي في عام 2002م أثناء فترة تولي الدكتور دولوريس كروس منصب مدير الكلية في الفترة 1998م-2002م. 
وعلى الرغم من أن مركز آي تي سي لا يزال يعمل بشكل كامل ومؤهل للعضوية، إلا أنه ليس عضوًا حاليًا.

## الموقع

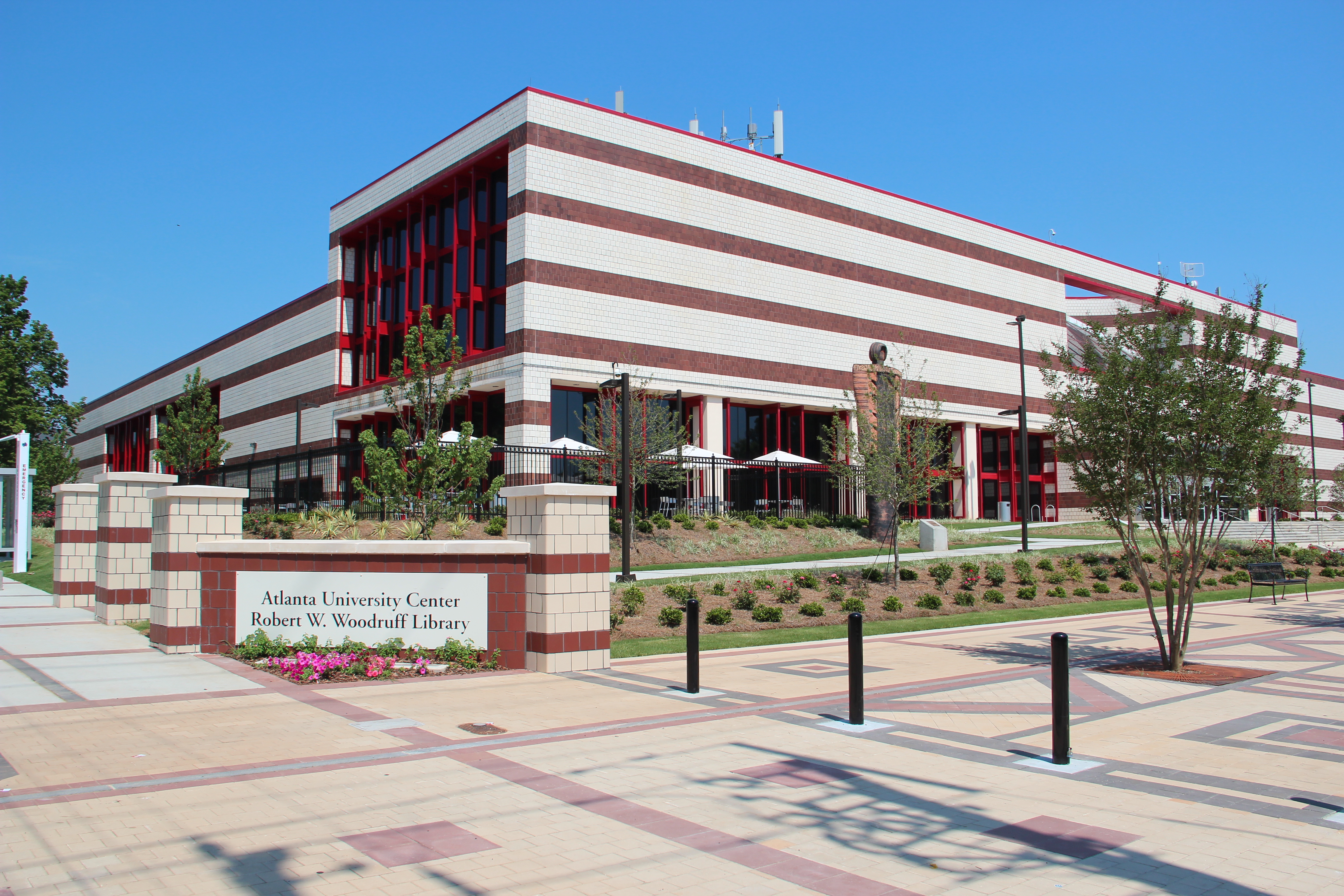
تشترك جميع مدارس الاتحاد في مكتبة روبرت وود رف

يقع حرم الجامعة الأمريكية في منطقة مركز جامعة أتلانتا، بالقرب من وسط مدينة أتلانتا وجنوب غرب استاد مرسيدس بنز.

## فرع تقليد الزيتون
تقليد الزيتون هو تقليد قديم العهد، حيث يجتمع طلاب السنة الأولى الجدد من كلارك أتلانتا، مورهاوس، وسبيلمان لحضور حفل رسمي للوحدة في الجامعة، وذلك في أواخر شهر أغسطس قبل بداية فصل الخريف. 

## رحلة عودة
تستضيف كلية سبيلمان وكلية مورهاوس سنويًا احتفالات العودة للوطن في نفس الأسبوع خلال فصل الخريف. يشار إلى أنشطة العودة إلى الوطن الموازية تقليديا باسم «سبيلهاوس هومكمينق.» تستضيف كلارك أتلانتا غالبًا احتفالات العودة للوطن سنويًا في أسبوع مختلف عن كلية سبيلمان وكلية مورهاوس. تساهم عمليات العودة المنزلية بشكل كبير في الهوية الثقافية للجامعة الأمريكية وجذب عشرات الآلاف من الخريجين والطلاب والضيوف المميزين والزوار.

## برنامج درجة الهندسة المزدوج
في عام 1969م أنشأ اتحاد مركز كونسورتيوم برنامجًا هندسيًا مزدوج الدرجة يسمح لطلاب المرحلة الجامعية الأولى بالحصول على درجتين في غضون خمس سنوات تقريبًا. يجب على الطلاب أولاً إكمال منهج العلوم أو التكنولوجيا أو الرياضيات في إحدى مؤسسات الجامعة الأمريكية، تليها إكمال المناهج الهندسية في المؤسسة الهندسية. عند النجاح في إكمال كل المناهج الدراسية، يحصل الطلاب على درجتين: درجة البكالوريوس في العلوم الممنوحة من مؤسسة الجامعة كونسورتيوم، ودرجة البكالوريوس في العلوم في تخصص هندسي معين من مؤسسة هندسية تابعة. تشمل المؤسسات الهندسية التابعة لمعهد جورجيا للتكنولوجيا وجامعة أوبورن وجامعة كلاركسون وجامعة إنديانا - جامعة بوردو إنديانابوليس وجامعة ميزوري للعلوم والتكنولوجيا ومعهد رينسيلر للفنون التطبيقية ومعهد روتشستر للتكنولوجيا وجامعة ألاباما في هنتسفيل بجامعة ميشيغان، جامعة نوتردام، وجامعة ولاية نورث كارولينا. منذ بدايتها أكمل أكثر من 1100 طالب بنجاح برنامج الشهادة المزدوجة.  لم تقدم مورهاوس وسبيلمان قط دراسات هندسية، بينما هي الأكثر شيوعًا بين كليات الفنون الحرة. صوتت قيادة كلارك أتلانتا لإنهاء برنامجها الهندسي في عام 2003م لأسباب تتعلق بالميزانية. 

## 3 + 3 برنامج القانون
في عام 2019م أنشأت ثلاث مؤسسات تابعة للجامعة الأمريكية (مورهاوس، سبيلمان، وكلارك أتلانتا) اتفاقية قبول مع كلية الحقوق بجامعة سيراكيوز، والتي تسمح للطلاب بالحصول على درجة البكالوريوس ودرجة القانون في حوالي ست سنوات. صُمم برنامج القانون المزدوج للمساعدة في زيادة تمثيل السود في المجال القانوني في أتلانتا في المقام الأول وفي جميع أنحاء البلاد أيضا. 

## المؤسسات الدينية
أنشئت ثلاثة مراكز وزارية للحرم الجامعي لخدمة طلاب مركز أتلانتا الجامعي. تدير أبرشية روما الكاثوليكية في أتلانتا مركز الطلاب الكاثوليك في لايك هاوس، وتدير أبرشية الأسقفية في أتلانتا مركز أبشالوم جونز للطلاب الأساقفة والكنيسة، كما يضم مركز أبشالوم جونز للطلاب وزارة الحرم الجامعي اللوثرية التي تخدم كل من الطلاب وجيران الحرم الجامعي. سمي مرفقان م الحرم الجامعي هذه على اسم رجال الدين الأمريكيين السود البارزين. 

## روابط خارجية
- الصفحة الرئيسية لجامعة أتلانتا
- دخول مركز جامعة أتلانتا في موسوعة جورجيا الجديدة